# Benedict Jammeh
Benedict „Ben“ Jammeh (* 1957 in Kanilai; † 20. April 2018 in Banjul) war ein Lehrer, Polizist und hoher Beamter im westafrikanischen Staat Gambia. Er war von August 2008 bis August 2009 Generaldirektor des gambischen Nachrichtendienstes, der National Intelligence Agency (NIA).

## Leben
Jammeh, der 2010 als Beamter von hohem Ansehen beschrieben wurde, verfügt über zwei Abschlüsse – einen BA in Geschichte und einen LLB-Ehrenabschluss. Er ging auf die St. Anthony Primary School in Kanilai, danach auf die St. Edward Secondary School und dann auf die St. Augustine’s High School, die er 1976 abschloss.
Er trat 1980 in die (heute nicht mehr existierende) Field Force ein, in der er bis 1981 diente (nach anderer Quelle bis Ende 1982), kurz nach dem gescheiterten Putschversuch. Danach verließ er die Armee und trat in den Lehrdienst ein. Er unterrichtete ein Jahr lang in St. George’s und schrieb sich später am Gambia College ein, wo er seinen PTC erhielt. Nach seinem Abschluss wurde er als stellvertretender Schulleiter nach Kerewan Samba Sirrah versetzt. Dort unterrichtete er drei Jahre lang und kehrte für sein HTC mit dem Hauptfach Geographie und dem Nebenfach Biologie an das Gambia College zurück. Nachdem er sein HTC abgelegt hatte, ging er an die Gambia High School, wo er als Geografielehrer tätig war. Dort unterrichtete er von 1990 bis 2000 Geschichte, Geographie und Bibelwissen. Seinen ersten Abschluss in Geschichte machte er 1998 im Rahmen des Saint Mary’s University Extension Programme im Vereinigten Königreich, wo sich Jammeh 1995 dort einschrieb. Im Jahr 2000 gab er den Lehrerberuf auf, um zur Polizei zu gehen. Im Jahr 2001 erhielt er die Zulassung zum Studium der Rechtswissenschaften an der Universität London, das er 2007 mit LL.B. Honours abschloss.
Im April 2007 wurde er zum Generalinspektor der Polizei, dem Inspector General of Police (IGP), ernannt und ersetzte Musa Mboob. Am 16. Juni 2008 wurde er aus dem Polizeidienst entfernt und kurzzeitig als leitender Richter (Senior Magistrate) wieder in die Justiz versetzt, Essa Badjie wurde sein Nachfolger als IGP.
Mit Wirkung zum 28. Juni 2008 wurde er zum Generaldirektor der NIA ernannt. Er trat die Nachfolge von Major Malamin Jarjue an, der Berichten zufolge wieder in die Armee versetzt wurde, wo er vor seiner Versetzung zum NIA als stellvertretender Direktor und später als Generaldirektor Leiter des militärischen Nachrichtendienstes war. Dort war er bis zum 12. August 2008 tätig, er wurde von Major Modou Lamin Badjie abgelöst.
Anschließend war Jammeh bei der National Training Authority (NTA) als Rechtsberater und als Teilzeitdozent für Wirtschaftsrecht bei dem Gambia Technical Training Institute (GTTI).
Im April 2010 wurde er zum Exekutivdirektor der Drogenbekämpfungsbehörde, der National Drug Enforcement Agency (NDEA), ernannt.
Im Mai 2013 wurde Jammeh zusammen mit Abdoulie Ceesay, dem ehemaligen Sprecher der NDEA, Yusupha Jatta, dem ehemaligen Verwaltungsdirektor der Behörde, und Foday Barry, dem ehemaligen Direktor für Ermittlungen und Geheimdienst der Behörde angeklagt. Die Anklage umfasste anfangs 90 Punkte, u. a. Wirtschaftskriminalität, Amtsmissbrauch, Diebstahl, falsche Angaben, falsche Veröffentlichung, Fälschung von Beweisen und andere.
Nachdem er sich vier Jahre im Exil in Senegal aufhielt, kehrte er unter der neuen Regierung Adama Barrow nach Gambia zurück. Im April 2018 verstarb Jammeh 61-jährig und wurde in seinem Heimatort Kanilai bestattet.

## Auszeichnungen und Ehrungen
- 2011 – Officer of the Order of the Republic of The Gambia (ORG)[12]